# Wąż tygrysi
Wąż tygrysi (Notechis scutatus) – gatunek jadowitego węża z rodziny zdradnicowatych (Elapidae); jedyny przedstawiciel rodzaju Notechis. Występuje w Australii, w tym na Tasmanii i sąsiednich wyspach. Nie jest zagrożony wyginięciem.

## Morfologia
Długość jego ciała dochodzi do 1,5 m. Ma ono żółtooliwkową barwę i jest przedzielone poprzecznie brązowymi, szarymi lub prawie czarnymi pasami. Jego spód jest żółty. Pasy nie zawsze są widoczne, często występują wyraźnie u młodych osobników i zanikają w procesie starzenia. Głowa jest spłaszczona i szersza od reszty ciała, jej górną część okrywają tarczki. Gatunek ten, jak i całą rodzinę, cechuje uzębienie typu proteroglypha (przodozębne) – umieszczone nieruchomo w przedniej części szczęki zęby posiadają podłużne zagłębienia, którymi podczas ukąszenia jest przekazywany jad.

### Jad
W 1991 roku odkryto, że jad tego węża ma działanie antybakteryjne, co sugeruje możliwość wykorzystania go w leczeniu chorób bakteryjnych. Dla jadu tego odkryto specyficzną antytoksynę (CSL Tiger Snake Antivenom), która jest wykorzystywana także do leczenia ukąszeń kilku innych australijskich gatunków. Trwają badania nad możliwościami leczenia zwierząt hodowlanych i domowych ukąszonych przez tego węża. Analizowane są także funkcje i skład białek oraz peptydów wchodzących w skład jadu Notechis scutatus.

## Występowanie
Gatunek ten spotykany jest powszechnie w południowo-zachodniej, południowo-wschodniej i wschodniej Australii oraz na Tasmanii i pobliskich wyspach. Występuje na terenach bagnistych, podmokłych oraz w pobliżu cieków.

## Ekologia

### Pożywienie
W skład diety tego węża wchodzą płazy bezogonowe, małe ssaki (np. myszy), pisklęta mew oraz jaszczurki. Nawyki żywieniowe różnią się w zależności od środowiska występowania. Przedstawiciele gatunku zamieszkujący stały ląd Australii polują głównie na płazy bezogonowe, podczas gdy osobniki z przybrzeżnych wysp żywią się jaszczurkami z rodziny scynkowatych, myszami oraz (w przypadku dorosłych) pisklętami mew czerwonodziobych.
Sam wąż tygrysi stanowi pokarm m.in. dla węża Cryptophis nigrescens oraz niektórych drapieżnych ptaków, takich jak błotniaki, srokacze, ibisy, krogulce i kukabury. W niektórych rejonach Australii zaobserwowano także znaczący odsetek węży oślepionych połowicznie (6,7% populacji) lub w całości (7%) przez broniące swych gniazd mewy. Trwają badania nad wpływem utraty wzroku u tego gatunku na zdobywanie jedzenia.

### Rozmnażanie
Węża tygrysiego charakteryzuje żyworodność lecytotroficzna (jajożyworodność). Samica rodzi ok. 20–30 młodych. Do rozmnażania dochodzi co roku, prawdopodobnie ze względu na krótką ciążę (14 tygodni). Okres godowy przypada na cieplejsze miesiące roku, do kopulacji może dojść wiosną lub jesienią.

## Status, zagrożenie i ochrona
Wąż tygrysi został sklasyfikowany w Czerwonej księdze gatunków zagrożonych jako gatunek najmniejszej troski (LC, ang. least concern) ze względu na liczne występowanie na stosunkowo dużym obszarze oraz brak znaczących czynników zagrażających całemu gatunkowi. 
Zaobserwowano spadek jego liczebności na obszarze Gór Flindersa. Tamtejsza populacja jest poważnie zagrożona przez degradację środowiska, zanieczyszczenie wód, a także introdukcję konkurencyjnego pstrąga (oba gatunki odżywiają się bowiem żabami).
Wąż tygrysi stanowi zagrożenie dla człowieka, choć nie jest agresywny. Mimo ochrony prawnej węże tygrysie wciąż są celowo zabijane przez ludzi przy bezpośrednim spotkaniu oraz na drogach. Ponadto jest on gatunkiem często usuwanym przez wykwalifikowanych łapaczy węży z prywatnych posesji, co może negatywnie wpływać na przenoszone osobniki.